# Lone Echo
Lone Echo — приключенческая игра в виртуальной реальности, разработанная американской студией Ready at Dawn и выпущенная Oculus Studios для шлемов виртуальной реальности Oculus Rift. Игрок управляет персонажем-андроидом по прозвищу Джек на борту космической станции на орбите вокруг Сатурна; геймплей игры включает в себя перемещение в невесомости, где игрок должен отталкиваться и цепляться за различные объекты. В 2018 году студия анонсировала игру-продолжение Lone Echo 2; её выход намечен на 2020 год.

## Игровой процесс
Lone Echo представляет собой приключенческую игру с видом от первого лица. Её действие происходит в невесомости, как на борту космической станции, так и вне её — игровой персонаж может свободно перемещаться в трехмерном пространстве, причем игра отслеживает движение рук игрока с помощью контроллеров Oculus Touch.
Для перемещения игрок должен отталкиваться от виртуальных объектов или цепляться за них; он также может использовать миниатюрные реактивные двигатели на запястьях игрового персонажа. Геймплей игры включает в себя головоломки, чаще всего связанные с поиском в трехмером мире игры тех или иных объектов и их перемещением с места на место: например, игра может требовать от игрока найти и установить плавкий предохранитель или перезарядить батарею. В распоряжении игрока есть арсенал инструментов для взаимодействия с окружением, как, например, сканер, лазерный резак или налобный фонарь; для включения того или иного инструмента игрок должен совершить короткий жест-нажатие в области запястья или, в случае фонаря, головы.
Мультиплеерная составляющая игры, Echo Arena, представляет собой спортивную игру для двух команд по три игрока, напоминающую баскетбол, футбол или игры наподобие Rocket League; игроки в каждой команде пытаются загнать диск — аналог мяча — в ворота на противоположной стороне арены и не дать противнику сделать то же самое со своими воротами. При этом, как и в основной игре, действие происходит в трехмерном пространстве и в невесомости, и игроки должны освоить различные приёмы, связанные с ускорением и движением по инерции — например, отталкиваться от уже движущихся персонажей, чтобы придать себе дополнительное ускорение.

## Сюжет
Действие происходит в 2126 году, Lone Echo игроки играют за андроида службы ECHO ONE по прозвищу «Джек» на борту горнодобывающей станции Kronos II, вращающейся вокруг Сатурна. Джек служит под командованием капитана Оливии Родс. Когда таинственная космическая аномалия выводит из строя жизненно важные системы станции, Джек и Оливия работают вместе, чтобы исправить повреждения и исследовать таинственное явление.
Пока они вдвоем исследуют аномалию, появляется большой неопознанный корабль, и Кронос II разрушается летающими обломками. Джек временно выведен из строя. Когда Джек просыпается, он замечает, что Оливии больше нет на станции. В оставленном сообщении, Оливия сообщила, что ей пришлось покинуть объект из-за сбоев в электроснабжении и потери жизнеобеспечения, и что она будет на борту неизвестного судна. Джек следует за ней на корабль, чтобы узнать, жива ли она.
По пути Джек обнаруживает таинственную биомассу, которая, активируется электрическими токами и которая поглощает все, к чему прикасается. Во время путешествия внутри неизвестного судна Джек сталкивается с корабельным ИИ по имени Аполлон, которому нужна помощь Джека, чтобы восстановить функции корабля и пробудить экипаж корабля. Аполлон объясняет, что корабль «Астрея», подвергся нападению и что биомасса, распространяется по всему кораблю, является биологическим оружием. Когда Джек освобождает команду из стазисных капсул, он обнаруживает, что все они люди и члены «Атлас». Однако все члены экипажа погибли. Аполлон сообщает Джеку, что, согласно его записям, Оливия Родс исчезла более 400 лет назад, в 2126 году, и предполагает, что Джек неисправен. Джек уверен, что Оливия все ещё жива и находится где-то на корабле, и убеждает Аполлона помочь ему. В конце концов, с помощью Аполлона, Джек находит Оливию на корабле. Аполлон признает Оливию членом «Атлас» и она становится новым капитаном «Астреи». Аполлон приходит к выводу, что корабль, должно быть, совершил скачок во времени, который вызвал исчезновение Оливии в его временной шкале.
Джек и Оливия пытаются починить системы жизнеобеспечения корабля, так как кислород у Оливии начинает заканчиваться, но в конечном итоге не удается найти их местоположение из-за многих  сбоев на корабле. Они отступают к мостику, самой прочной части корабля, и пытаются восстановить там жизнеобеспечение. Но, прежде чем Джек отремонтировал систему, запасы кислорода у Оливии заканчиваются, и у нее останавливается сердце. Джек использует дефибриллятор, чтобы Оливия начала дышать снова.
Реактор корабля дестабилизируется и угрожает уничтожить весь корабль. Аполлон предполагает, что они попытаются совершить прыжок быстрее света, чтобы израсходовать большое количество энергии, которое могло бы стабилизировать реактор. Однако это могло привести к тому, что корабль совершит ещё один прыжок во времени. Не имея другого выбора, Джек и Оливия готовят корабль к сверхсветовому прыжку, разрушая несущественные энергетические системы и, наконец, активируют сверхсветовой привод. После прыжка они обнаруживают, что все ещё находятся на орбите вокруг Сатурна, но через 400 лет. Снаружи они видят последствия битвы, в которой участвовала «Астрея». Дружественное спасательное судно связывается с «Астреей» и сообщает, что помощь уже идет.

## Отзывы и награды
| Сводный рейтинг    | Сводный рейтинг |
| Агрегатор          | Оценка          |
| ------------------ | --------------- |
| OpenCritic         | 89/100          |
| Иноязычные издания |                 |
| Издание            | Оценка          |
| Destructoid        | 9/10            |
| IGN                | 8,9/10          |
| Road to VR         | 9/10            |
| UploadVR           | 8,5/10          |
| Adventure Gamers   | [ 8 ]           |

Обозреватель IGN Дэн Стейплтон назвал как собственно Lone Echo, так и её многопользовательскую составляющую Echo Arena выдающимися образцами реализации невесомости в виртуальной реальности; по его мнению, отслеживание положения рук игрока, на котором строится геймплей Lone Echo — именно то, чего не хватало Adrift, вышедшей ранее игре со схожей концепцией. Патрик Хэнкок с Destructoid посчитал Lone Echo свидетельством того, что игры в виртуальной реальности наконец-то становятся настоящими приключениями, которые стоит пережить; по его словам, игре удалось добиться баланса между исследованием мира и головоломками, «превратив космос в игровую площадку для игрока». Сюжет игры Хэнкок охарактеризовал как увлекательный, хотя и несколько предсказуемый, особо отметив взаимодействие между двумя главными героями и превосходную работу актёров озвучивания.
Ещё до выхода в рамках церемонии награждения Game Critics Award на выставке Electronic Entertainment Expo 2017 Lone Echo получила награду «Лучшая игра для виртуальной реальности». Она была номинирована на награды «Лучшая игра для виртуальной/дополненной реальности» на The Game Awards, «Лучшая игра для виртуальной реальности» сайта Destructoid и «Лучший VR-опыт» сайта IGN. Сайт Polygon поставил её на 18 место в списке 50 лучших игр 2017 года. Сайт UploadVR присвоил Lone Echo награды «Лучшая игра для Oculus Rift», «Лучшая многопользовательская игра в виртуальной реальности» и «Лучшая игра в виртуальной реальности». В 2018 году игра была номинирована на награду «Лучшая игра для виртуальной/дополненной реальности» на церемонии Game Developers Choice Awards; на церемонии награждения D.I.C.E. Awards игра завоевала награды «Техническое достижение в иммерсивной реальности» и «Игра года в иммерсивной реальности»; кроме этих двух категорий, игра была на той же церемонии номинирована на награду «Выдающееся техническое достижение». Она также была номинирована на награды «Режиссура в виртуальной реальности» и «Сведение звука в виртуальной реальности» на 17-й ежегодной церемонии National Academy of Video Game Trade Reviewers Awards и «Лучшее использование дополненной реальности» на Webby Awards. Она также завоевала награду «Лучшая эмоциональная игра для виртуальной реальности» на церемонии Emotional Games Awards 2018, прошедшей в Лавале, Франция.